# Doxa Katokopias F.C.
O Doxa Katokopias Football Club é um clube de futebol cipriota de Katopia, devido a ocupação turca, está sediado em Peristerona. A equipe compete no Campeonato Cipriota de Futebol .

## História
O clube foi fundado em 1954, como Doxa Katopias, o termo Doxa significa Glória na língua grega.